# Операция «Бейфонг»
«Операция „Бейфонг“» (англ. Operation Beifong) — десятый эпизод четвёртого сезона американского мультсериала «Легенда о Корре».

## Сюжет
Лин, Опал и Болин прилетают к Заофу, чтобы спасти Бейфонгов. В лесу они встречают пришедшую Тоф, которая говорит, что пленных увезли отсюда. Президент Райко хочет, чтобы Варик и Асами использовали оружие как у Кувиры, но они не желают этого делать. Царевич Ву предлагает эвакуировать людей из Республиканского города, чтобы понравиться Корре, а та желает поговорить с духами и попросить у них помощи. Баатар-младший и Жу Ли проводят испытание сверхоружия с энергией лианы, но машина выходит из строя. Первый обнаруживает неполадку. Команда на бизоне подлетает к месту испытания и проникает в ангар. Тоф чувствует, что под землёй что-то есть, и Лин подтверждает это. Кувира прибывает раньше, готовясь к завтрашнему просмотру демонстрации оружия, и жених обещает всё наладить. Великий объединитель уточняет у Жу Ли, делает ли она всё необходимое, чтобы оружие исправно работала, и та отвечает положительно, но Тоф объясняет, что девушка на самом деле врёт. Команда решает освободить своих родных завтра во время испытаний, когда почти все будут заняты. Аватар пытается поговорить с духами, но они игнорируют её, покидая Республиканский город и возвращаясь в свой мир. Ночью у костра Болин расспрашивает про отца Лин, и Тоф рассказывает о парне по имени Канто, с которым у неё в дальнейшем не сложились отношения. Дочь злится на мать и ругается с ней, заявляя, что после миссии они больше не увидятся.
Наутро идёт подготовка к испытанию, и Опал наблюдает за ситуацией, пока Болин, Лин и Тоф проникают в подземную тюрьму, где видят подвешенную деревянную клетку. Лин прыгает на неё и помогает членам семьи выбраться, а Болин ловит их на земле. Кувира произносит речь перед своими воинами и запускает оружие, но оно не срабатывает. Баатар-младший замечает отсутствие одной детали, которую Великий Объединитель находит у Жу Ли. Она отправляет предательницу в заброшенный город, на который направлено испытываемое оружие. Тем временем Лин переправляет Баатара-старшего через пропасть, а тот кричит от страха и тем самым привлекает внимание охранника, который активирует тревогу. Кувира отправляет туда людей и приказывает жениху начинать испытания. Бейфонгам удаётся выбраться из подземной тюрьмы, и Опал рада воссоединению с семьёй. Узнав, что Жу Ли привязана в городе, Болин хочет спасти её. Опал решает ему помочь. Лин и Су хотят остановить Кувиру и уничтожить её пушку, но Тоф больше не желает воевать, и сёстры идут с Веем и Вингом. Корра медитирует и входит в мир духов. Она просит у них помощи, но они отказываются участвовать в людской войне. Баатар-младший замечает в городе сестру и не хочет стрелять; Кувира всё равно активирует оружие, однако Лин и Су сбивают прицел магией земли, и энергетический луч пробивает лишь гору. Лин, Су, Вей и Винг противостоят Кувире и её армии, пока Болин и Опал спасают Жу Ли. Великий Объединитель справляется со своей бывшей наставницей, и тогда Тоф выручает своих родных. Спасшие Жу Ли Болин и Опал возвращаются на бизоне и забирают остальную команду. В бамбуковом лесу Лин всё же мирится с матерью, и Тоф говорит, что дальше не будет воевать, потому что уже слишком стара и больна. Опал наконец прощает Болина и целует его в щёку, а Жу Ли сообщает, что Кувира планирует напасть на Республиканский город через две недели.

## Отзывы

Динамика оценок IGN к эпизодам 4 сезона мультсериала

Макс Николсон из IGN поставил эпизоду оценку 8,5 из 10 и написал, что «„Операция “Бейфонг„“ удалась!». Оливер Сава из The A.V. Club дал серии оценку «A» и отметил, что «отношения матери и дочери — главная тема этого эпизода». Майкл Маммано из Den of Geek вручил серии 4 звезды из 5 и посчитал, что «экшн был чётким, сюжет и развитие персонажей были точными, а анимация, несмотря на то, что в некоторых местах немного фальшивила, была очень хорошей».
Майк Хоффман из The Escapist пишет: «„Операция “Бейфонг„“ — ещё один фантастический эпизод из Книги Четвёртой „Легенды о Корре“ с большим количеством юмора, отличными моментами персонажей и лучшими боевыми сценами в сезоне». Главный редактор The Filtered Lens, Мэтт Доэрти, поставил серии оценку «A» и подчеркнул, что «„Операция “Бейфонг„“ была просто выдающейся». Мордикай Кнод из Tor.com посчитал, что «этот эпизод действительно укоренил семейную динамику Бейфонгов». Мэтт Пэтчес из ScreenCrush написал, что «„Операция “Бейфонг„“ стала захватывающим завершением „Старых ран“ из прошлого сезона».